# Ptilodexia planifrons
Ptilodexia planifrons är en tvåvingeart som först beskrevs av Wulp 1891.  Ptilodexia planifrons ingår i släktet Ptilodexia och familjen parasitflugor. Inga underarter finns listade i Catalogue of Life.